# Forster Freundstück

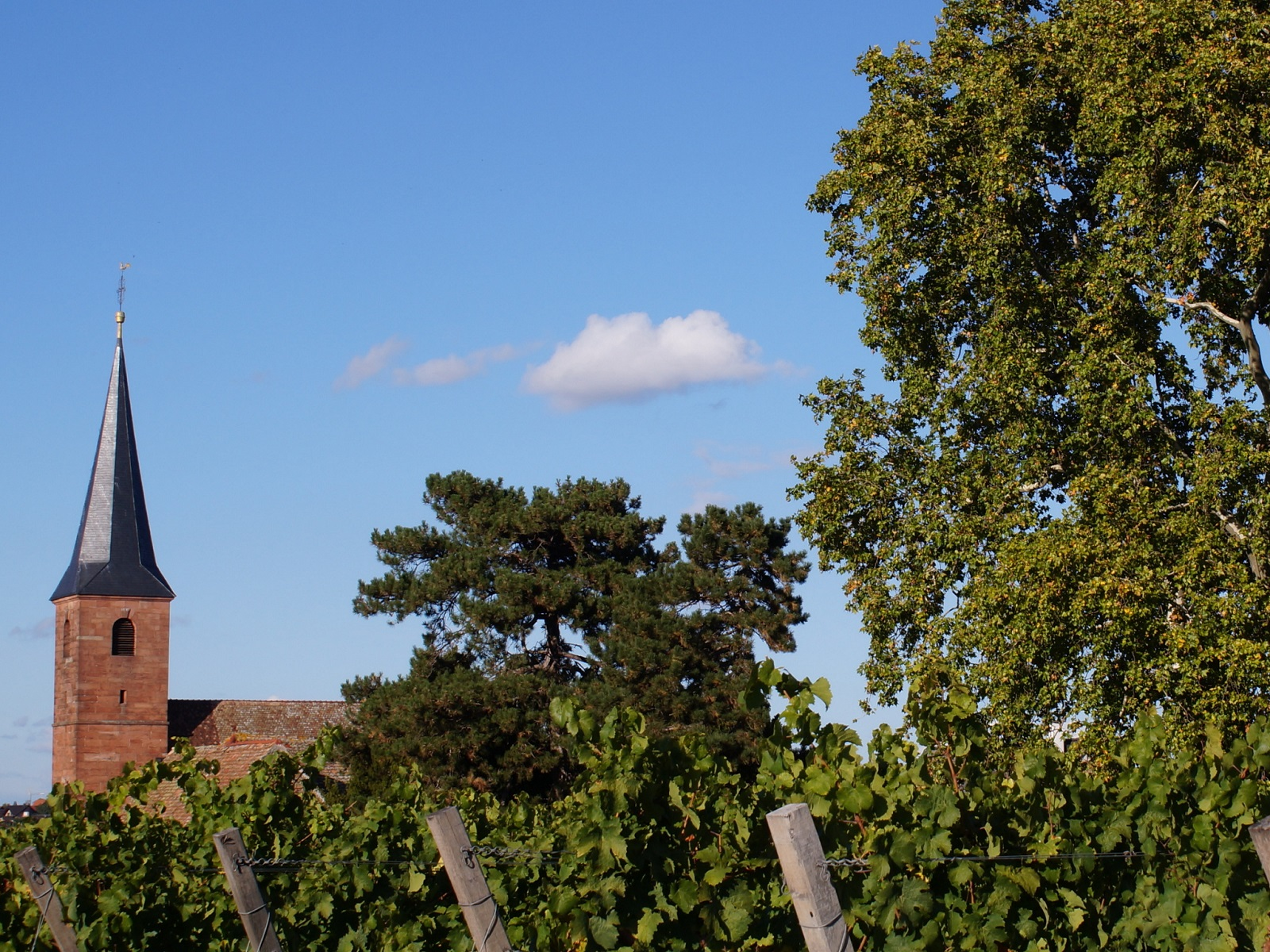
Blick über das Freundstück zur Kirche

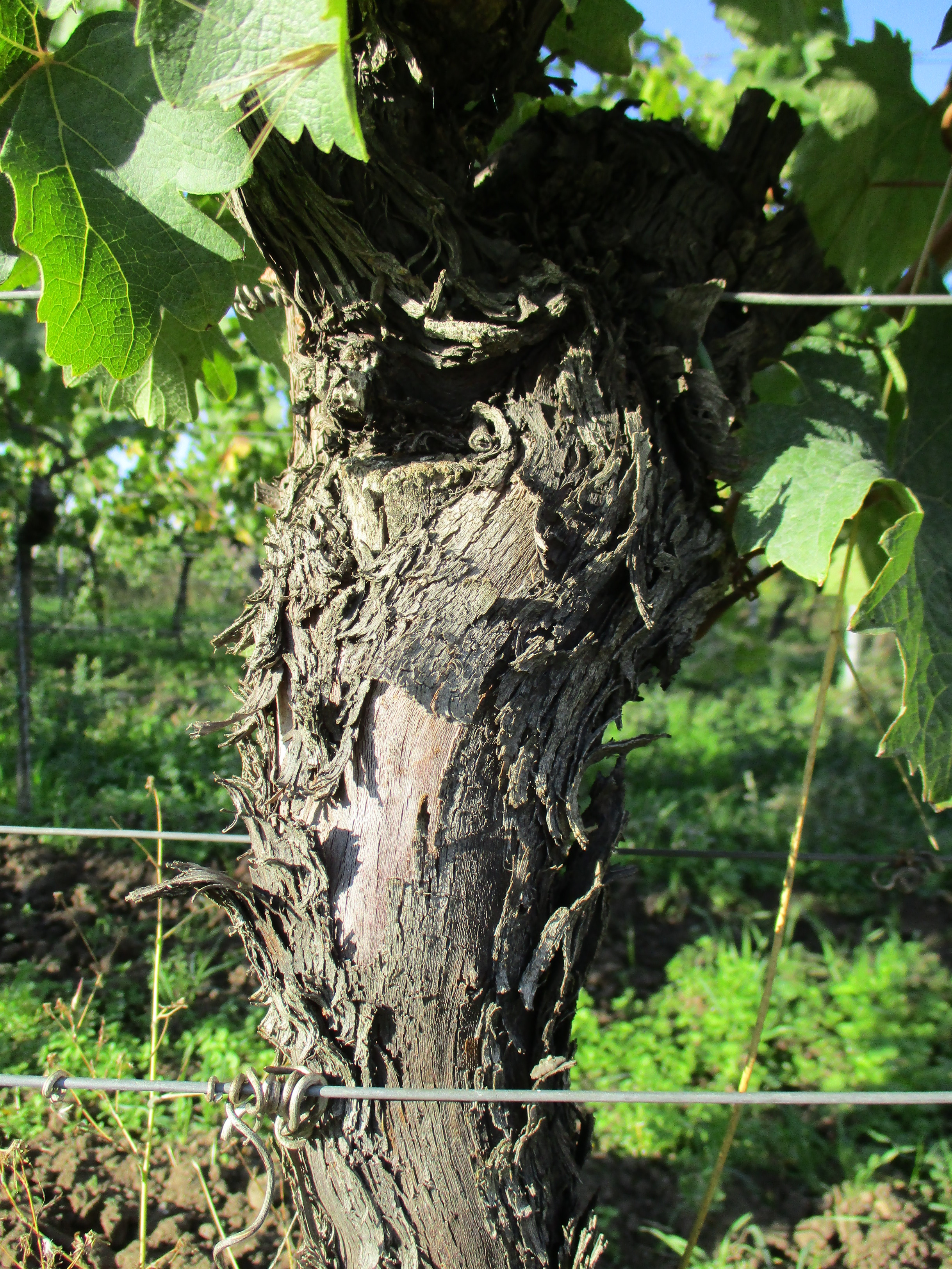
Alte Rieslingrebe des Freundstücks

Das Forster Freundstück ist eine 3,5 ha große Weinlage der Gemeinde Forst an der Weinstraße (Rheinland-Pfalz).

## Lage, Klima und Boden
Die Weinlage ist Teil der Großlage Forster Mariengarten und gehört zum Bereich Mittelhaardt-Deutsche Weinstraße des Weinbaugebietes Pfalz.
Die kleinste der Forster Lagen grenzt an die Lagen Kirchenstück im Norden und Ungeheuer im Westen sowie an die Wohnbebauung der Gemeinde im Osten und Süden. Die Lage liegt in einer Höhe von 120 bis 130 m ü. NHN. Der Weinberg ist flach und teilweise mit einer geringen Hangneigung von fünf bis zehn Prozent nach Süden geneigt. Wie das Kirchenstück profitiert das Freundstück von der Ortsnähe und der Speicherung der Sonnenwärme durch die Sandsteingebäude. Die Lage kühlt aber nachts stärker ab. Die Rieslingtrauben reifen auf Grund dieses Kleinklimas außerordentlich gut aus und „zeigen stets gute Struktur, Säure und Mineralität“. Es wird auch Spätburgunder angebaut. Die Weine haben „eine hohe Reife und feine Fruchtigkeit“.
Die Böden der Lage bestehen aus Buntsandsteingeröll mit Tonteilchen, stellenweise mit etwas Kalksteingeröll durchsetzt. Darunter liegt eine abgrenzende Kalkplatte.

## Klassifikation und Besitzverhältnisse
Bei einer Lagenklassifikation nach dem Grundsteuergesetz des Königreichs Bayern von 1828 wurde das Freundstück in die höchste Bonitätsklasse der Pfalz eingestuft. Die Pfälzer Sektion des VDP klassifiziert das Forster Freundstück als „VDP Große Lage“ und die trocken ausgebauten Rieslinge aus dieser Lage entsprechend als „Großes Gewächs“.
Zu den Besitzern des Forster Freundstücks gehören namhafte Weingüter der Mittelhaardt; unter anderem die Weingüter Reichsrat von Buhl, Georg Mosbacher und Heinrich Spindler.

## Name und „Lagenwanderungen“
Der Name „Am Frienacker“ ist 1460 beurkundet, abgeleitet ist er von der Familie Freund, die Besitzer des Weinbergs war.
Die „Kleine Lagenwanderung“ der Gemeinde führt vom Freundstückweg am nördlichen Teil der Lage vorbei zum Kirchenstück. Die „Große Lagenwanderung“ führt entlang des Südrandes des Weinbergs. Hinweistafeln geben Erläuterungen zu den Forster Weinlagen.